# 10e cérémonie des Washington DC Area Film Critics Association Awards
La 10e cérémonie des Washington DC Area Film Critics Association Awards, décernés par la Washington DC Area Film Critics Association, a eu lieu le 5 décembre 2011, et a récompensé les films réalisés dans l'année.

## Palmarès

### Meilleur film
- The Artist
  - The Descendants
  - Drive
  - Hugo Cabret (Hugo)
  - Les Winners (Win Win)

### Meilleur réalisateur
- Martin Scorsese pour Hugo Cabret (Hugo)
  - Woody Allen pour Minuit à Paris (Midnight in Paris)
  - Michel Hazanavicius pour The Artist
  - Alexander Payne pour The Descendants
  - Nicolas Winding Refn pour Drive

### Meilleur acteur
- George Clooney pour le rôle de Matt King dans The Descendants
  - Jean Dujardin pour le rôle de George Valentin dans The Artist
  - Michael Fassbender pour le rôle de Brandon Sullivan dans Shame
  - Brad Pitt pour le rôle de Billy Beane dans Le Stratège (Moneyball)
  - Michael Shannon pour le rôle de Curtis LaForche dans Take Shelter

### Meilleure actrice
- Michelle Williams pour le rôle de Marilyn Monroe dans My Week with Marilyn
  - Viola Davis pour le rôle d'Aibileen Clark dans La Couleur des sentiments (The Help)
  - Elizabeth Olsen pour le rôle de Martha dans Martha Marcy May Marlene
  - Meryl Streep pour le rôle de Margaret Thatcher dans La Dame de fer (The Iron Lady)
  - Tilda Swinton pour le rôle d'Eva Khatchadourian dans We Need to Talk about Kevin

### Meilleur acteur dans un second rôle
- Albert Brooks pour le rôle de Bernie Rose dans Drive
  - Kenneth Branagh pour le rôle de Laurence Olivier dans My Week with Marilyn
  - John Hawkes pour le rôle de Patrick dans Martha Marcy May Marlene
  - Christopher Plummer pour le rôle de Hal dans Beginners
  - Andy Serkis pour le rôle de César dans La Planète des singes : Les Origines (Rise of the Planet of the Apes)

### Meilleure actrice dans un second rôle
- Octavia Spencer pour le rôle de Minny Jackson dans La Couleur des sentiments (The Help)
  - Bérénice Bejo pour le rôle de Peppy Miller dans The Artist
  - Melissa McCarthy pour le rôle de Megan dans Mes meilleures amies (Bridesmaids)
  - Carey Mulligan pour le rôle de Sissy dans Shame
  - Shailene Woodley pour le rôle d'Alex King dans The Descendants

### Meilleure distribution
- Mes meilleures amies (Bridesmaids)
  - La Couleur des sentiments (The Help)
  - Harry Potter et les Reliques de la Mort – 2e partie (Harry Potter and the Deathly Hallows – Part 2)
  - Hugo Cabret (Hugo)
  - Margin Call

### Meilleur scénario original
- 50/50 – Will Reiser
  - The Artist – Michel Hazanavicius
  - Mes meilleures amies (Bridesmaids) – Annie Mumolo et Kristen Wiig
  - Minuit à Paris (Midnight in Paris) – Woody Allen
  - Les Winners (Win Win) – Thomas McCarthy et Joe Tiboni

### Meilleur scénario adapté
- The Descendants – Alexander Payne, Nat Faxon et Jim Rash
  - La Couleur des sentiments (The Help) – Tate Taylor
  - Hugo Cabret (Hugo)  – John Logan
  - Le Stratège (Moneyball) – Steven Zaillian et Aaron Sorkin
  - La Taupe (Tinker, Tailor, Soldier, Spy) – Bridget O'Connor et Peter Straughan

### Meilleure direction artistique
- Hugo Cabret (Hugo)
  - The Artist
  - Cheval de guerre (War Horse)
  - Harry Potter et les Reliques de la Mort – 2e partie (Harry Potter and the Deathly Hallows – Part 2)
  - The Tree of Life

### Meilleure photographie
- The Tree of Life
  - The Artist
  - Cheval de guerre (War Horse)
  - Hugo Cabret (Hugo)
  - Melancholia

### Meilleure musique de film
- The Artist – Ludovic Bource
  - Cheval de guerre (War Horse) – John Williams
  - Drive – Cliff Martinez
  - Hugo Cabret (Hugo) – Howard Shore
  - Millénium, les hommes qui n'aimaient pas les femmes (The Girl with the Dragon Tattoo) – Trent Reznor et Atticus Ross

### Meilleur film en langue étrangère
- La piel que habito •  Espagne
  - 13 Assassins (十三人の刺客) •  Japon/ Royaume-Uni
  - Copie conforme •  France/ Italie
  - J'ai rencontré le Diable (악마를 보았다) •  Corée du Sud
  - Pina •  Allemagne

### Meilleur film d'animation
- Rango
  - Les Aventures de Tintin : Le Secret de La Licorne (The Adventures of Tintin)
  - Le Chat potté (Puss in Boots)
  - Mission : Noël (Arthur Christmas)
  - Winnie l'ourson (Winnie the Pooh)

### Meilleur film documentaire
- La Grotte des rêves perdus (Cave of Forgotten Dreams)
  - Buck
  - Being Elmo: A Puppeteer's Journey
  - Into the Abyss
  - Le Projet Nim (Project Nim)